# Mixdorf
Mixdorf är en ort och kommun i östra Tyskland, belägen i Landkreis Oder-Spree i förbundslandet Brandenburg, söder om staden Müllrose. Kommunen  administreras som en del av kommunalförbundet Amt Schlaubetal, med säte i Müllrose.
Orten har en hållplats för regionaltåg på järnvägen mellan Königs Wusterhausen och Frankfurt (Oder).